# Le mie parole (Samuele Bersani)
Le mie parole è un brano cantato da Samuele Bersani, cover della canzone di Pacifico.